# 戯論
仏教における戯論（けろん）、パパンチャ（papañca）とは、言語や概念を通じて世界を概念化することを指し、これは苦を生じさせる原因となりうる 。「妄想」「障礙」「妄心・迷想・迷妄」「概念増殖 conceptual proliferation」「心の拡張機能」などと訳される。
戯論は病の元であり、楽しむべきではないと仏典では説かれる。

## 定義
戲論者。如世戲人以散亂心。動作種種身口。但悦前人而無實義。亦同於彼。故名戲論也。
戯論者は、世の中の劇作家と同じように、それは先人を喜ばせるために気を散らして体と口をさまざまに動かす。しかし、そこに本当の意味はない。戯論者も彼らと同じである。 したがって戯論と呼ばれる。
—大日経 

言戲論者。所謂取著有得有物二。及不實取諸相等。是戲弄法。故名戲論。
—順中論 

## 発生機序
六処からの触から始まるり、尋（Vitakka）を通じて、妄想された想念（papañca-saññā-saṅkhā）が起こる。

友よ、眼によって色（Rupa）に対し、眼識が生じる。これら三つの結合が触（Phassa）である。

触によって受（Vedana）がおこる。受したものを想（saññā）する。想したものを尋思（Vitakka）する。尋思するものを妄想（papañca）する。

妄想によって、過去・未来・現在における、眼によって識する様々な色についての、妄想された想念（papañca-saññā-saṅkhā）が人に起こる。

（... 耳,鼻,舌,身,意について同様に説く ...）
—パーリ仏典,  中部根本五十篇獅子吼品 蜜丸経, Sri Lanka Tripitaka Project
さらに尋は欲（Chanda）につながるものである。

Vitakke sati chande hoti, vitakke asati chando na hotī"ti.

尋があるとき、欲が起こる。尋がなければ、欲は起こらない。
papañcasaññāsaṅkhāya sati vitakko hoti, papañcasaññāsaṅkhāya asati vitakko na hotī"ti,

妄想想考があるとき、尋が起こる。妄想想考がなければ、尋はが起こらない。
—パーリ仏典, 長部大篇 帝釈天問経, Sri Lanka Tripitaka Project

## 種類

### 六戯論
瑜伽師地論によれば、邪戲論は6種類が存在し、顛倒戲論と呼ばれる。

邪戲論者。復有六種。謂顛倒戲論。唐捐戲論。諍競戲論。於他分別勝劣戲論。分別工巧養命戲論。耽染世間財食戲論。
—瑜伽師地論 